# ایستگاه شیخ صفی
ایستگاه شیخ صفی، روستایی از توابع بخش ترکمانچای شهرستان میانه در استان آذربایجان شرقی ایران است.

## جمعیت
این روستا در دهستان اوچ‌تپه غربی قرار دارد و براساس سرشماری مرکز آمار ایران در سال ۱۳۸۵، جمعیت آن ۲۳ نفر (۴خانوار) بوده‌است.